# Nashia spinifera
Nashia spinifera là một loài thực vật có hoa trong họ Cỏ roi ngựa. Loài này được (Urb.) Moldenke mô tả khoa học đầu tiên năm 1941.